# Myrmeconema neotropicum
Myrmeconema neotropicum — вид паразитичних нематод родини Tetradonematidae. Вид паразитує у мурахах виду Cephalotes atratus, що мешкає у Південній Америці. Сама мураха чорного забарвлення, але через певний час після інфікування черевце мурахи червоніє, чим нагадує дозрілу ягоду. Таке забарвлення приваблює птахів. Вони поїдають заражених мурах і з фекаліями розповсюджують яйця глистів. Самиці Myrmeconema neotropicum завдовжки 1 мм, завширшки — 0,112 мм. Самці дрібніші — 0,68 мм завдовжки та завширшки — 0,097 мм.